# Військовий хрест «За громадянські заслуги»
Військовий хрест «За громадянські заслуги» (нім. Kriegskreuz für Zivilverdienste) ― нагорода Австро-Угорської імперії, затверджена 16 серпня 1915 р. імператором Францом Йосифом І.

## Історія
Нагорода заснована 16 серпня 1915 р. імператором Австро-Угорщини Францом Йосифом І в чотирьох ступенях, для відзначення громадян або військових офіцерів, які під час Першої світової війни (1914–1918) допомагали державі, владі, військовим організаціям та установам, але при цьому не брали участь в бойових діях.

## Ступені нагороди
- Військовий хрест «За громадянські заслуги» 1-го ступеня

- Військовий хрест «За громадянські заслуги» 2-го ступеня

- Військовий хрест «За громадянські заслуги» 3-го ступеня

- Військовий хрест «За громадянські заслуги» 4-го ступеня

## Дизайн

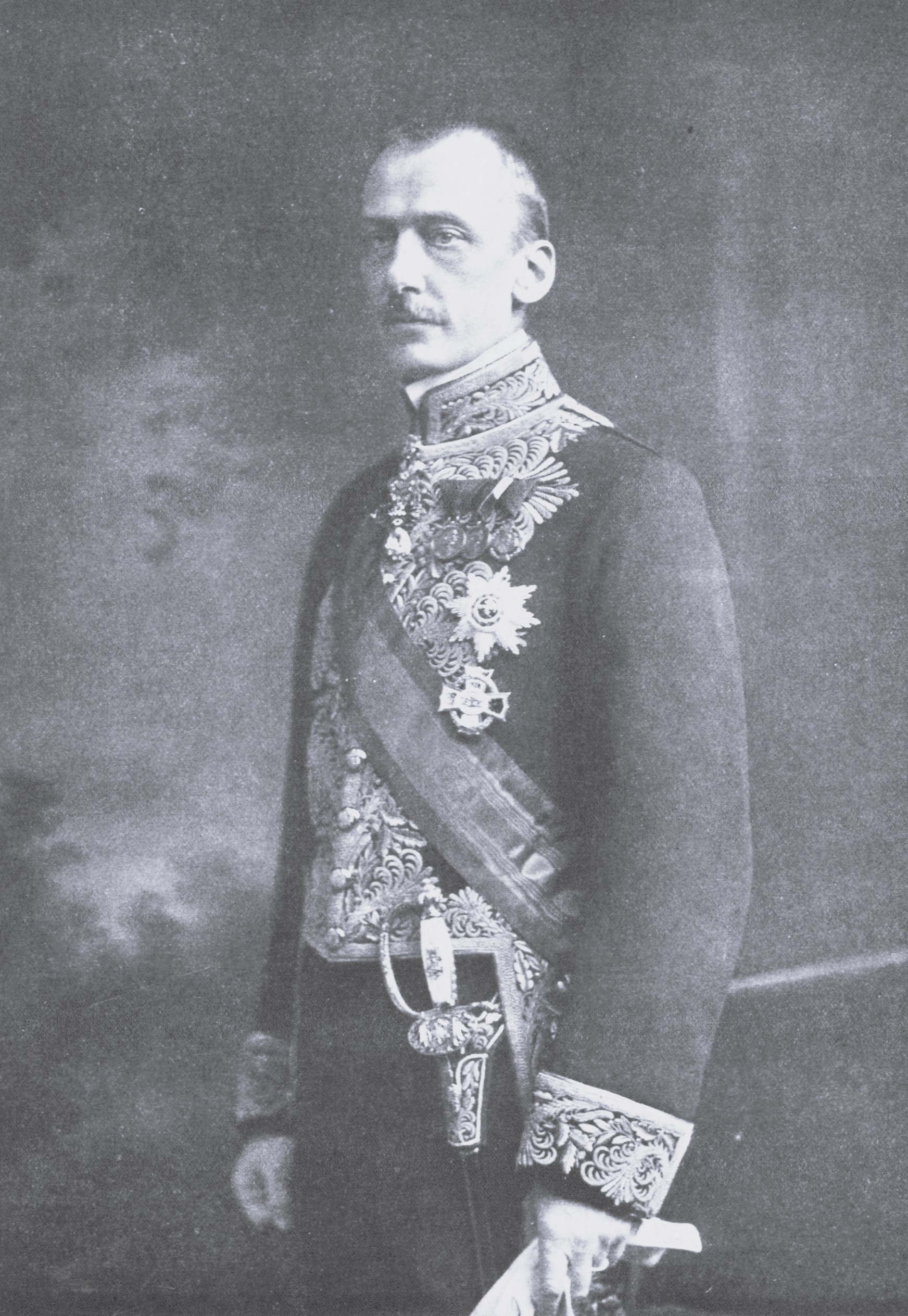
Граф Оттокар Чернін з Військовим хрестом «За громадянські заслуги» 1-го ступеня.

Військовий хрест «За громадянські заслуги» має форму хреста, висотою і шириною по 55 мм. Лавровий вінок оточує центральний медальйон, проходячи під горизонтальними частинами хреста і над вертикальними. Хрести першого і другого ступеня позолочені, третя ступень — посріблена, а четверта оформлена бронзовим кольором. Хрест від першого по третю ступінь був покритий білою емаллю. У центрі медальйона зображено монограму «FJI» (Франц Йосиф Імператор), навколо напис — «лат. Merito Civili tempore belli MCMXV» (Громадянські заслуги під час війни 1915 р.). Хрест носили з лівого боку грудей.

## Особливості
Лише один раз Військовий хрест 1-го ступеня був прикрашений брильянтами. Цю нагороду вручили послу Кайетану Мерею за успішні мирні перемовини в Брест-Литовську.